# 威利福德 (阿肯色州)
威利福德（英語：Williford）是一個位於美國阿肯色州夏普縣的城鎮。

## 地理
威利福德的座標為36°15′06″N 91°21′33″W / 36.25167°N 91.35917°W，而該地的平均海拔高度為99米（即325英尺）。

## 人口
根據2020年美國人口普查的數據，威利福德的面積為0.91平方千米，皆為陸地。當地共有人口79人，而人口密度為每平方千米86人。